# Lessja-Ukrajinka-Platz
Koordinaten: 50° 25′ 38″ N, 30° 32′ 23″ O
Der Lessja-Ukrajinka-Platz  (ukrainisch Площа Лесі Українки, wiss. Transliteration Plošča Lesi Ukraïnky, russisch Площадь Леси Украинки) ist ein Platz in der ukrainischen Hauptstadt Kiew im Rajon Petschersk am gleichnamigen Boulevard. Auf dem an der Kreuzung zwischen dem Boulevard und der Heneral-Almasow-Straße / Mychajl-Sadniprowskij-Straße gelegenen Platz befindet sich das Denkmal für die ukrainische Dichterin Lessja Ukrajinka, nach der auch der Platz benannt ist.

## Geschichte und Beschreibung
Angelegt wurde der Platz zu Beginn der 1960er Jahre im Zusammenhang mit der Anlage des Lessja-Ukrajinka-Boulevards. Seinen heutigen Namen erhielt er im Jahre 1965. Der offizielle Name Площа ім. Лесі Українки (Ploschtscha im. Lessi Ukrajinky) wurde im Laufe der Zeit auf Площа Лесі Українки (Ploschtscha Lessi Ukrajinky) verkürzt.
Städtebauliche Dominante des Platzes war lange Zeit das Haus der Projekte, in dem ursprünglich das Zentralkomitee der Kommunistischen Partei der Ukraine untergebracht war. Heute beherbergt das Gebäude die Zentrale Wahlkommission der Ukraine  und die staatliche Verwaltung der Oblast Kiew.
Anfang der 1980er Jahre begann unmittelbar südlich des Platzes im Stadtteil Nawodnitschi die Errichtung eines Neubaugebietes mit Hochhäusern in Plattenbauweise, das von den Kiewern den ironischen Namen Zarensiedlung (Zarskoje Selo) erhielt.

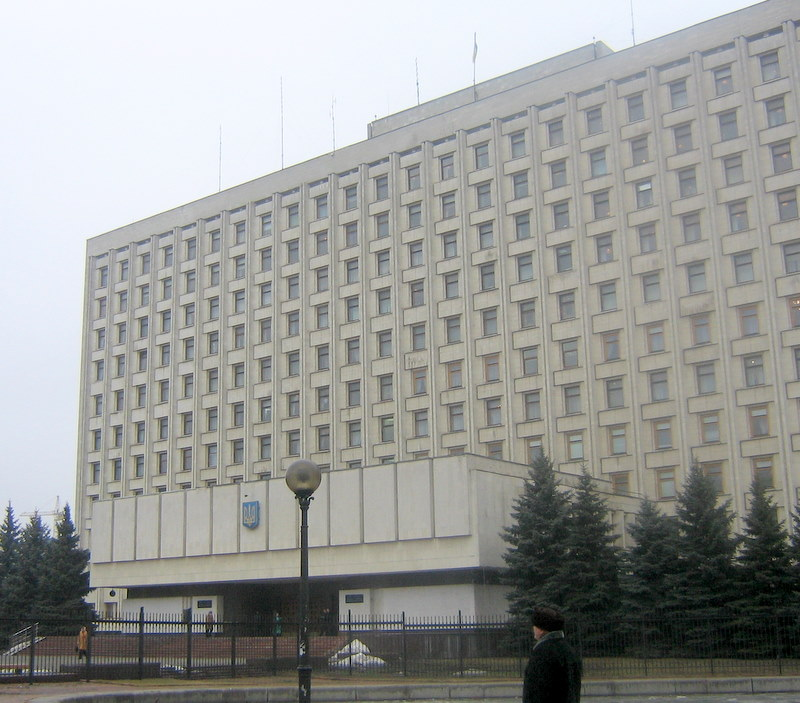
Haus der Projekte
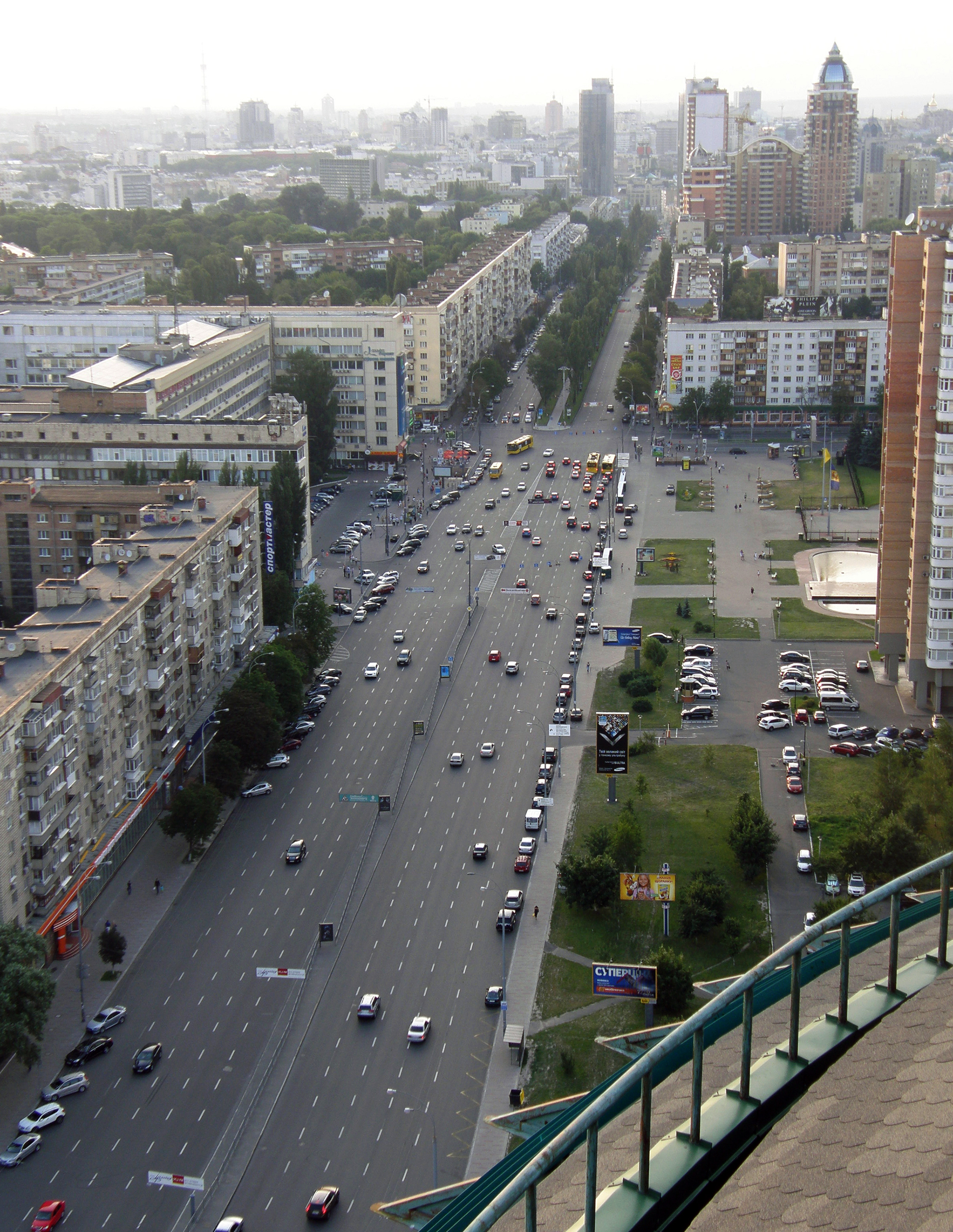
Lessja-Ukrajinka-Boulevard und -platz